# Tim og Bum
 Tim og Bum  er de to mus, der er gode venner med Askepot i Walt Disneys tegnefilm af samme navn. Tim er en klog og glad mus, Bum er tyk og lidt dum, men god af sig.
I lighed med andre bifigurer i Disneys film har de fået et spin-off med deres egne tegneserier. De har især indgået i skovuniverset, men i en række historier om Bedstemor And flyttede de ind på hendes gård og fungerede der som bipersoner for hende. Disse historier sluttede de første årganges numre af Anders And & Co.